# الحوض (وشحة)

تعديل مصدري - تعديل

الحوض هي إحدى قرى عزلة ضاعن بمديرية وشحة التابعة لمحافظة حجة، بلغ تعداد سكانها 140 نسمة حسب تعداد اليمن لعام 2004.